# Sesión 2
Sesión#2 es el nombre de un disco del grupo vasco Soziedad Alkoholika, publicado el 30 de noviembre del año 2009. El álbum contiene canciones antiguas que han sido grabadas de nuevo.
Los temas originales pertenecen al disco homónimo "Soziedad Alkoholika", también conocido como el disco negro. Los tres bonus tracks corresponden a la maqueta "Intoxikazión etílika". 
Al igual que en 1997 con el disco ¡No intente hacer esto en su casa!, la banda graba este álbum con cuatro componentes tras la marcha del guitarrista Javi en agosto de 2009, y en octubre de 2009 se incorpora Íñigo poco antes de la salida del álbum.

## Lista de canciones
| N.º | Título                               | Duración |  |
| 1.  | «Ni por favor ni ostias»             |          |  |
| 2.  | «Perra vida»                         |          |  |
| 3.  | «Pelota»                             |          |  |
| 4.  | «Nos vimos en Berlín»                |          |  |
| 5.  | «Como una mierda»                    |          |  |
| 6.  | «Que no te hagan llorar»             |          |  |
| 7.  | «Ciencia asesina»                    |          |  |
| 8.  | «Civilización degeneración»          |          |  |
| 9.  | «Abre la boca»                       |          |  |
| 10. | «Contra la agresión castración»      |          |  |
| 11. | «Amnesia»                            |          |  |
| 12. | «S.H.A.K.T.A.L.E.»                   |          |  |
| 13. | «Intoxikazion etilika» (Bonus track) |          |  |
| 14. | «Padre Black & Decker» (Bonus track) |          |  |
| 15. | «La última partida» (Bonus track)    |          |  |

## Formación
- Juan - voz
- Jimmy - guitarra
- Pirulo - bajo
- Roberto - batería